# Алболоте
Алболоте (на испански: Albolote) е населено място и община в Испания. Намира се в провинция Гранада, в състава на автономната област Андалусия. Общината влиза в състава на района (комарка) Вега де Гранада. Заема площ от 79 km². Населението му е 17 637 души (по данни от 2010 г.). Разстоянието до административния център на провинцията е 7 km.